# Noel Picard
Joseph Jean-Noel Yves Picard (Montréal, 25 dicembre 1938 – Montréal, 6 settembre 2017) è stato un hockeista su ghiaccio canadese che ha militato nella National Hockey League, fratello minore di Roger, anch'egli giocatore di hockey.

## Carriera
Nato il giorno di Natale, da qui il nome in francese Noel, Picard giocò a livello giovanile per una stagione nella Ontario Hockey Association con la maglia dei Peterborough Petes. Nel 1960 iniziò la propria carriera nell'hockey professionistico nella Eastern Hockey League, lega minore di secondo piano del panorama nordamericano, mentre per i due anni successivi giocò nella lega senior del Québec.
Nel 1963 entrò a far parte dell'organizzazione dei Montreal Canadiens conquistando alla prima stagione l'Adams Cup con gli Omaha Knights nella CHL. Nel corso della stagione 1964-1965 Picard ebbe modo di esordire in NHL con i Canadiens disputando 19 partite e alla fine dell'anno poté festeggiare la vittoria della Stanley Cup. Non riuscì tuttavia a trovare un posto da titolare e trascorse le due stagioni successive ancora nelle leghe minori, prima in CHL con gli Houston Apollos, poi in AHL con i Providence Reds e in WHL con i Seattle Totems, vincitori della Lester Patrick Cup.
Rimasto senza contratto al termine della stagione 1966-1967 Picard venne selezionato durante l'NHL Expansion Draft dai St. Louis Blues, una delle sei nuove franchigie iscritte alla NHL. Con i Blues trovò un posto da titolare in NHL e partecipò alla serie di quattro finali consecutive perse dalla squadra del Missouri.
Picard entrò nella storia nel corso della finale di Stanley Cup del 1970 contro i Boston Bruins; fu infatti lui a sgambettare Bobby Orr subito dopo la rete decisiva all'overtime che consentì ai Bruins di vincere il trofeo. Quella foto divenne subito una fra le più famose dell'hockey nordamericano. Dopo un solo anno però la sua carriera fu messa in serio pericolo, infatti un incidente a cavallo lo portò alla rottura di diverse ossa del piede con il timore di doverlo amputare. Picard riuscì a recuperare l'uso del piede e addirittura tornò a giocare con i Blues.
L'infortunio patito limitò molto il suo utilizzo sul ghiaccio penalizzando soprattutto la sua mobilità in difesa e per questo venne liberato dai Blues nell'autunno del 1972. Riuscì a giocare fino al termine della stagione 1972-1973 con gli Atlanta Flames prima di ritirarsi definitivamente.

## Palmarès

### Club
- Stanley Cup: 1

Montreal: 1964-1965
- Adams Cup: 1

Omaha: 1963-1964
- Lester Patrick Cup: 1

Seattle: 1966-1967

### Individuale
- NHL All-Star Game: 1

1969